# نيك بولارد
نيك بولارد (بالإنجليزية: Nick Pollard)‏ هو صحفي بريطاني، ولد في 15 نوفمبر 1950.